# آدالبرت شتیفتر
آدالبرت شتیفتر، (به انگلیسی: Adalbert Stifter) نویسنده، شاعر، نقاش و دانشمند آموزش و پرورش و علوم تربیتی اتریشی (زاده ۲۳ اکتبر ۱۸۰۵-درگذشته ۲۸ ژانویه ۱۸۶۸) می‌باشد. وی برای توصیف‌های بسیار زنده از چشم‌اندازهای طبیعی مشهور می‌باشد.